# Autoroute 430 (Québec)
L'autoroute 430 est un ancien projet routier visant la complétion d'une autoroute reliant Candiac à Sainte-Julie au Québec (Canada). La désignation visait à intégrer au système de numérotation autoroutière une portion de voie rapide déjà construite entre Candiac et Boucherville, puis son éventuel prolongement vers Sainte-Julie. 
Le projet de prolongement est abandonné en 1981, et l'autoroute conserve alors sa désignation de route 132. 

## Historique
Alors que se multiplient les projets autoroutiers dans la grande région de Montréal, une voie rapide est construite au milieu de la décennie 1960 afin de relier les axes traversant le fleuve Saint-Laurent et la route de ceinture sud de Montréal (future autoroute 30). En 1971, lors de l'élaboration d'une grille de numérotation autoroutière, il est prévu d'attribuer le numéro 430 à la portion autoroutière de la route 3, qui désigne alors cette voie ceinture rapprochée de Montréal.
Les numéros de sorties sont attribués en fonction d'un éventuel itinéraire reliant l'échangeur des autoroutes 10 et 15 à Brossard, à l'autoroute 30 à Sainte-Julie. Restés vacants pendant une quinzaine d'années, les terrains de l'emprise entre Boucherville et Sainte-Julie sont rétrocédés en 1981 lorsque le gouvernement du Québec annonce l'abandon du projet,.
Vestiges du projet d'autoroute 430, les numéros de sorties entre l'autoroute 10 et l'autoroute 25 sont réattribués en 2012 en fonction de l'itinéraire de l'autoroute 20.

## Tracé

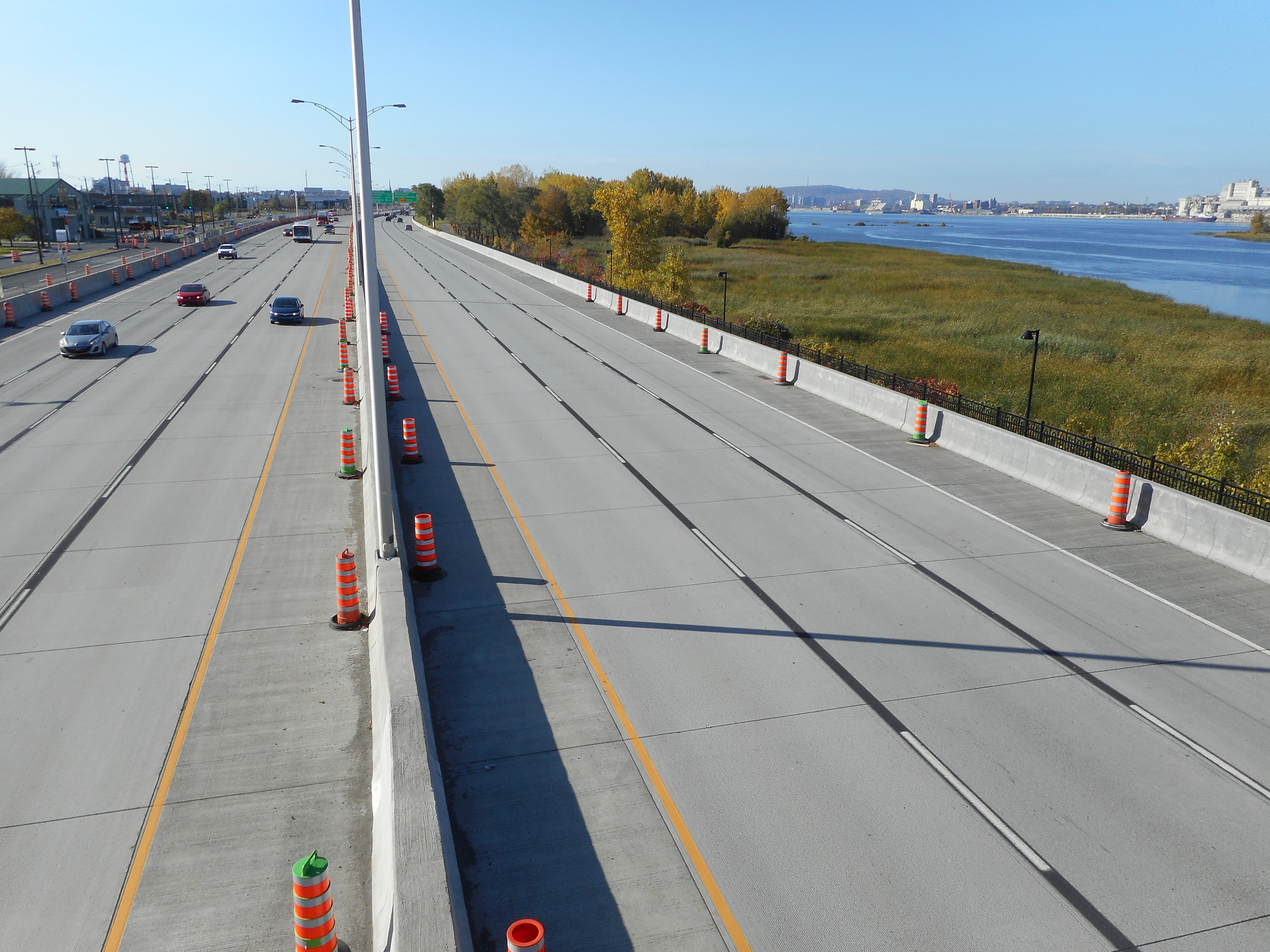
L'autoroute 430 devait longer le fleuve Saint-Laurent, face à Montréal.

Le tracé de l'autoroute 430 aurait débuté au carrefour des autoroutes 15 et 30, à Candiac, au sud de Montréal. Il aurait ensuite longé le fleuve face au centre-ville de Montréal, reliant entre eux les ponts Honoré-Mercier (via l'autoroute 30), Champlain, Victoria, Jacques-Cartier et le pont-tunnel Louis-Hippolyte-Lafontaine avant de bifurquer vers l'ouest afin de rejoindre l'autoroute 30 entre Varennes et Sainte-Julie.
Lorsque la désignation d'autoroute 430 est prévue, la plupart du tracé est déjà en service; la portion entre Boucherville et Sainte-Julie reste alors à construire.